# خوتکای ماسکرین
خوتکای ماسکارن (Anas theodori)، که همچنین به عنوان خوتکای ساوزیر و خوتکای موریس شناخته می‌شود، یک اردک منقرض‌شده است که در گذشته در جزایر موریس و رئونیون وجود داشت.